# П'ядун щавлевий
П'яду́н щавле́вий (Timandra griseata) — метелик з родини п'ядунів (Geometridae). Розповсюджений переважно в північній частині Європи та на Британських островах. Також зустрічається в Україні. Має розірваний ареал.
Крила кремового кольору з чітко вираженою червоною або пурпуровою стрічкою, що проходить диагонально по передньому та задньому крилам. Крім того, стрічка такого ж кольору огинає всі чотири крила. Заднє крило має характерний кут. Розмах крил коливається від 30 до 35 мм. Має дві генерації на рік. Лет імаго відбувається в травні — червні та в серпні — вересні. Вид є нічним, часто летить на світло.
Гусениця сіро-коричнева з темними плямами на спині. Живиться багатьми рослинами, включаючи види з таких родів, як щавель, спориш та лутига. Зимуюча стадія — личинка.